# Ярошовка (Харьковская область)
Ярошовка либо Ярошевка (укр. Ярошівка), село,
Протопоповский сельский совет,
Дергачёвский район,
Харьковская область.
Код КОАТУУ — 6322081006. Население по переписи 2001 года составляет 114 (54/60 м/ж) человек.

## Географическое положение
Село Ярошовка находится на правом берегу реки Криворотовка, выше по течению на расстоянию в 1 км расположено село Протопоповка, ниже по течению примыкает к пгт Ольшаны, на противоположном берегу село Гуковка.

## История
- Село основано в 1722 году[1].
- До революции в селе располагалась усадьба дворян Ковалевских.
- В 1940 году, перед ВОВ, в селе Ярошовка, располагавшемся на южном берегу реки Криворотовка, были 105 дворов.[2]

## Известные люди
В селе родились три брата Ковалевских:
- Ковалевский, Евграф Петрович (1790—1867) — русский государственный деятель, директор Горного корпуса, Томский губернатор, министр народного просвещения.
- Ковалевский, Пётр Петрович (1808—1855) — русский генерал, участник Кавказских походов и Крымской войны.
- Ковалевский, Егор Петрович (1809 или 1811—1868) — русский путешественник и писатель, член-корреспондент (1856) и почётный член (1857) Петербургской Академии наук.
- Ступак, Фёдор Григорьевич  (18.10.1890 — 24.09.1969) — советский военачальник, участник Гражданской войны Великой Отечественной войны. Генерал-майор танковых войск (1943).